# Torneo de Bakú 2015
El Baku Cup 2015 es un torneo de tenis profesional jugado en canchas duras. Esta es la cuarta edición del torneo, que forma parte de la WTA Tour 2015. Se llevará a cabo en Bakú, Azerbaiyán entre el 27 y el 2 de agosto de 2015.

## Cabeza de serie

### Individual femenino
| Tenista                   | Ranking | Preclasificada |
| Anastasiya Pavliuchenkova | 41      | 1              |
| Karin Knapp               | 43      | 2              |
| Dominika Cibulková        | 56      | 3              |
| Kurumi Nara               | 60      | 4              |
| Bojana Jovanovski         | 67      | 5              |
| Lesia Tsurenko            | 71      | 6              |
| Vitalia Diachenko         | 74      | 4              |
| Francesca Schiavone       | 85      | 8              |

- Ranking del 20 de julio de 2015

### Dobles femenino
| Tenista                              | Ranking | Preclasificada |
| Margarita Gasparián Alexandra Panova | 132     | 1              |
| Vitalia Diachenko Olga Savchuk       | 162     | 2              |
| Hiroko Kuwata Demi Schuurs           | 201     | 3              |
| Oksana Kaláshnikova Danka Kovinić    | 226     | 4              |

## Campeones

### Individual Femenino
Margarita Gasparián venció a  Patricia Maria Țig por 6-3, 5-7, 6-0

### Dobles Femenino
Margarita Gasparián /  Aleksandra Panova vencieron a  Vitalia Diachenko /  Olga Savchuk por 6-3, 7-5